# كينيسن

الكينيسن أو الشيّال، هو بروتين ينتمي إلى فئة البروتينات الحركية الموجودة في الخلايا حقيقية النواة.
يتحرك الكينسين على الأنيبيبات الدقيقة، ويبدأ عمله بالطاقة الناتجة عن تكسر جزيء أدينوسين ثلاثي الفوسفات، وعليه فإن حركة بروتين الكينيسن النشطة، تدعم العديد من الوظائف الخلوية، بما في ذلك الانقسام المتساوي، والانقسام المنصف، والشحن الخلوي، كنقل السيالات العصبية.
معظم أنواع بروتينات الكينيسن، تسير باتجاه النهاية الموجبة للأنيببات الدقيقة، المسؤولة في معظم الخلايا عن جر الحمولة الخلوية المنقولة من مركز الخلية إلى أطرافها، كالبروتينات، والأجزاء المكوِّنة للأغشية، وهذا النوع من وسائل النقل، يسمى بالنقل التقدمي، في المقابل هناك بروتينات أخرى تسمى الدينين تعمل بعكس اتجاه الكينيسن، فهي تنقل وتسير نحو النهاية السالبة من الأنيببات الدقيقة.

## مجموعة الكينيسن
عند اكتشاف بروتينات الـ«كينيسن»، عرفت بأنها بروتينات تعمل على النقل الخلوي التقدمي على الأنيبيبات الدقيقة، وتم تصنيف العضو المؤسس لعائلة الكينيسن، «كينيسن 1»، على أنه بروتين نقل سريع، محوري رباعي المفارز، يتكون من وحدتين فرعيتين متطابقتين، وسلسلتين خفيفتين. تم استخلاصه عن طريق تنقية الأنيبيبات الدقيقة من عينة خلايا عصبية.
في وقت لاحق، تمت تنقية بروتين آخر رباعي المفارز، سُمِّيَ «كينيسن 2»، يتكون من وحدتين فرعيتين مختلفتين، مع بعض البروتينات المتعلقة بعائلة الـ«كينيسن»، المستخلصة من بيض وأجنة حيوانات شوكية، هذا البروتين معروف في عملية نقل المجمعات البروتينية على خطوط النقل المحورية، خلال عملية تكوين الهدب الحيوي.
لقد أدت إنجازات علم الوراثة الجزئية، إلى معرفة أن بروتينات الـ«كينيسن»، تشكل عائلة كبيرة ومتنوعة من البروتينات الحركية، المسؤولة عن العديد من مهام النقل الخلوي في الخلايا حقيقية النواة. وعلى سبيل المثال، تبين أن جينومات الثدييات، تحتوي على رموز وراثية لأكثر من 40 بروتين كينيسن، تم تصنيفها في 14 عائلة فرعية، أخذت تسميتها بالتسلسل: «كينيسن1»، وحتى «كينيسن 14».

## البناء الهيكلي

### الهيكل العام
يختلف أعضاء فصيلة بروتين الكينيسن في الشكل، ولكن الكينيسن الكلاسيكي «كينيسن 1»، هو بروتين ذو 4 مفارز، ومفارزه (السلاسل الثقيلة)، تشكل وحدات بناء تربط سلاسله الخفيفة. وتتألف السلسلة الثقيلة لـ«كينيسن 1» من رأس كروي (المجال المتحرك)، في نهاية الحمض الأميني، مرتبط برقبة قصيرة مرنة موصولة بساق طويلة، ذات نطاق لفائف ألفا، ملفوفة حلزونياً من الوسط، منتهية بذيل يحمل مجموعة كربوكسي، والذي من شأنه أن يربط السلاسل الخفيفة.

## الشحن الخلوي

يتحرك ديمر kinesin-1 (على سبيل المثال KIF5A) على طول خيوط أولية ، مع ارتباط الرؤوس الفردية بالتناوب على انيبيب بيتا- تيوبيولين. المصدر: كونراد بوم و كيرستين دريبلو (معهد لابنيتز لبحوث الشيخوخة - معهد فريتز ليبمان.)

الجزيئات الصغيرة مثل الجلوكوز والغازات، تنتشر في أنحاء الخلية أينما كانت الحاجة اليها، أما الجزيئات الأكبر حجماً والتي يتم تصنيعها في الخلية مثل الحويصلات، والعضيات الخلوية، فإنها لا تمتلك القدرة على الانتشار إلى مكان حاجتها مثل الميتوكندريا، فتقوم البروتينات الحركية بوظائف نقل الحمولة الكبيرة إلى مكان احتياجاتها، أما بروتينات الكينيسن فهي بروتينات حركية، تقوم بنقل مثل تلك الحمولة عن طريق السير باتجاه واحد، على الأنيبيبات الدقيقة، عن طريق تكسير جزيء أدينوسين ثلاثي الفوسفات في كل خطوة.
كان الاعتقاد السائد، هو أن تكسير الأدينوسين ثلاثي الفوسفات، يوفر الطاقة اللازمة لدفع رأس الكينيسن للأمام، ليتم ربطه مع موقع الربط التالي. على خلاف ذلك، تم افتراض أن رأس بروتين الكينيسن، يندفع إلى الأمام على الأنيبيبات الدقيقة، ويسحب الحمولة الخلوية ورائه، بالإضافة لذلك، فإن الفيروسات، مثل فيروس نقص المناعة البشري، تستغل بروتين الكينيسن، للسماح للفيروس بالاستقرار بعد التجميع، وهناك أدلة مهمة أيضاً، تفيد بأن حمولة الخلايا في الجسد يتم نقلها بعدة بروتينات حركية.

## اتجاه حركة البروتينات
تتحرك البروتينات الحركية في اتجاه معين على طول الأنيببات، وذلك لأن الأنيببات الدقيقة قطبية، ورأس البروتين الحركي يرتبط بالأنيببات الدقيقة، ويسير في اتجاه واحد فقط، بينما يحدد ربط الأدينوسين ثلاثي الفوسفات اتجاه البروتين، من خلال عملية تعرف بِ: (neck linker zippering).
تتحرك معظم بروتينات الكينيسن نحو الجهة الموجبة من الأنيبيبات الدقيقة، والتي تكون مسؤولة في معظم الخلايا عن الشحن الخلوي من وسط الخلية إلى أطرافها، وهذا النمط من أنماط النقل يعرف بالنقل التقدمي، وتسير عائلة «كينيسن 14»، مثل حويصلات أمراض ذبابة الفاكهة في الاتجاه المعاكس نحو الجهة السالبة من الأنيببات الدقيقة.
من خلال دراسة خاصية ازدواج الاتجاه، بحالات متمائلة، تبين أن جزيئات "Cin8" الحرة، تسير باتجاه الجهة السالبة، أما جزيئات "Cin8" المترابطة بشكل متقاطع، فإنها تتحرك باتجاه الجهة الموجبة لكل أنيبيب دقيق، من المرجح بأن هذه القدرة المميزة هي نتيجة لاشتراك جزيئات "Cin8" مع بعضها البعض، وتساعد هذة العملية بروتين الـ«دينين» على القيام بدوره في تبرعم الخميرة.

## الآليات المقترحة للحركة
ينقل ال «كينيسن» المواد عبر المشي على الأنيبيبات الدقيقة وهذا النقل يحقق بآليتين:
- تقنية «يدٌ بعد يدٍ»: تنتقل يدٌ تلو الأخرى بتغيير الصدارة كل خطوة.
- تقنية الحركة الدودية: تحتل يدٌ واحدة من أيدي الـ«كينيسن» الصدارة، وتنتقل خطوة قبل أن تستطيع اليد الأخرى الوصول.

على الرغم من الجدل المتبقي، فان الأدلة التجريبية في تصاعد، وتشير نحو أن آلية «يدٌ بعد يدٍ» هي الأكثر احتمالاً، وأن ربط وتكسير جزيئات الأدينوسين ثلاثي الفوسفات، يؤدي بالـ«كينيسن» للجوء إلى الحركة، عبر آلية التأرجح حول نقطة محورية.

## النموذج النظري للكينيسن
اقترحت عدة نماذج نظرية للبروتين الحركي «كينيسن»، وهنالك عدة تحديات ظهرت في التحقيقات النظرية.
وصفت حركة الجزيئات الأحادية بشكل جيد من قبل، ولكن على نطاق النانو الصغير، تتحرك هذة الآلات في فرق كبيرة، أظهرت الأبحاث العلمية الحديثة أن حركة بروتينات «كينيسن»، على الأنيببات الدقيقة، تكون عن طريق التفاعل مع بعضها البعض، وتكون هذه التفاعلات قصيرة المدى.

## الكينيسن والانقسام المتساوي
في السنوات الأخيرة، وجد أن البروتينات الحركية المرتبطة على الأنيبيبات الدقيقة، بما فيها بعض أفراد عائلة «كينيسن» تلعب دوراً في انقسام الخلية (الانقسام المتساوي)، فيعد بروتين «كينيسن» مهماً، ليكون طول المغزل سليماً، ويشارك في انزلاق الأنيبيبات الدقيقة، وفصلها خلال الطور التحضيري، والطور الاستوائي «عائلة كينيسن»، بالإضافة إلى إِزالة بلمرة الأنيبيب الدقيق، من الجهة السالبة في الجسيم المركزي، خلال طور الصعود خاصة «عائلة كينيسن 13».

## أفراد فصيلة عائلة الكينيسن
تشتمل أفراد فصيلة عائلة الكينيسن البشري، على البروتينات التالية، والمذكورة بالأسماء المتعارف عليها من مجتمع بحوث الـ"كينيسن" والمرتبين في 14 عائلة: من «كينيسن 1» إلى "كينيسن 14.	:
- 1A – KIF1A, 1B – KIF1B, 1C – KIF1C = kinesin-3
- 2A – KIF2A, 2C – KIF2C = kinesin-13
- 3B – KIF3B or 3C – KIF3C ，3A - KIF3A = kinesin-2
- 4A – KIF4A, 4B – KIF4B = kinesin-4
- 5A – KIF5A, 5B – KIF5B, 5C – KIF5C = kinesin-1
- 6 – KIF6 = kinesin-9
- 7 – KIF7 = kinesin-4
- 9 – KIF9 = kinesin-9
- 11 – KIF11 = kinesin-5
- 12 – KIF12 = kinesin-12
- 13A – KIF13A, 13B – KIF13B = kinesin-3
- 14 – KIF14 = kinesin-3
- 15 – KIF15 = kinesin-12
- 16B – KIF16B = kinesin-3
- 17 – KIF17 = kinesin-2
- 18A – KIF18A, 18B – KIF18B = kinesin-8
- 19 – KIF19 = kinesin-8
- 20A – KIF20A, 20B – KIF20B = kinesin-6
- 21A – KIF21A, 21B – KIF21B = kinesin-4
- 22 – KIF22 = kinesin-10
- 23 – KIF23 = kinesin-6
- 24 – KIF24 = kinesin-13
- 25 – KIF25 = kinesin-14
- 26A – KIF26A, 26B – KIF26B = kinesin-11
- 27 – KIF27 = kinesin-4
- C1 – KIFC1, C2 – KIFC2, C3 – KIFC3 = kinesin-14
- السلاسل الخفيفة الخاصة بِ «كينيسن 1»:

	1 – KLC1, 2 – KLC2, 3 – KLC3, 4 – KLC4
- البروتينات المرتبطة بِ «كينيسن 2»:

	KAP-1, KAP3 or KIFAP3